# Mistrzostwa Ameryki Południowej w Lekkoatletyce 1999
40. Mistrzostwa Ameryki Południowej w Lekkoatletyce – zawody lekkoatletyczne rozgrywane w Bogocie (Kolumbia) w 1999 roku.

## Rezultaty

### Mężczyźni
| Konkurencja                   | Złoto                     | Złoto      | Srebro              | Srebro     | Brąz                | Brąz       |
| Bieg na 100 m                 | André da Silva            | 10.06      | Sebastián Keitel    | 10.13      | Heber Viera         | 10.15      |
| Bieg na 200 m                 | Édson Ribeiro             | 20.54      | Ricardo Roach       | 20.59      | Heber Viera         | 20.76      |
| Bieg na 400 m                 | Anderson Jorge dos Santos | 45.39      | John Mena           | 46.16      | Inácio Leão Filho   | 46.18      |
| Bieg na 800 m                 | Hudson de Souza           | 1:49.82    | Flavio Godoy        | 1:50.00    | José Luis Hincapié  | 1:51.11    |
| Bieg na 1500 m                | Mauricio Ladino           | 3:49.95    | Márcio da Silva     | 3:51.38    | Alonso Pérez        | 3:51.51    |
| Bieg na 5000 m                | Silvio Guerra             | 14:20.35   | Franklin Tonorio    | 14:34.21   | Valdenor dos Santos | 14:37.75   |
| Bieg na 10 000 m              | Silvio Guerra             | 30:30.20   | Vicente Chura       | 30:55.24   | Franklin Tonorio    | 30:57.12   |
| Bieg na 3000 m z przeszkodami | Pablo Ramírez             | 9:11.21    | Giovanni Morejón    | 9:16.10    | Diego Grisales      | 9:19.79    |
| Bieg na 110 m przez płotki    | Luiz André Balcers        | 13.76      | Paulo Villar        | 14.31      | Márcio de Souza     | 14.37      |
| Bieg na 400 m przez płotki    | Eronilde de Araújo        | 49.13      | Cleverson da Silva  | 49.50      | Llimy Rivas         | 50.41      |
| Chód na 20 000 m              | Sérgio Galdino            | 1:31:01.68 | Nixon Zambrano      | 1:32:49.76 | Mário dos Santos    | 1:33:50.59 |
| Sztafeta 4 × 100 m            | Brazylia                  | 38.46      | Argentyna           | 39.96      | Chile               | 39.98      |
| Sztafeta 4 × 400 m            | Brazylia                  | 3:02.09    | Kolumbia            | 3:04.52    | Argentyna           | 3:08.53    |
| Skok wzwyż                    | Fabrício Romero           | 2.26       | Gilmar Mayo         | 2.26       | Erasmo Jara         | 2.21       |
| Skok o tyczce                 | Ricardo Diez              | 5.20       | Javier Benítez      | 5.00       | Cristián Aspillaga  | 5.00       |
| Skok w dal                    | Lewis Asprilla            | 7.96       | Cláudio Novaes      | 7.78       | Sérgio dos Santos   | 7.77       |
| Trójskok                      | Anísio Silva              | 16.48      | Johnny Rodríguez    | 16.45      | Sérgio dos Santos   | 16.20      |
| Pchnięcie kulą                | Édson Miguel              | 17.86      | Marco Antonio Verni | 17.83      | Jhonny Rodríguez    | 16.97      |
| Rzut dyskiem                  | Marcel Pugliese           | 59.23      | Julio Piñero        | 57.92      | João dos Santos     | 55.82      |
| Rzut młotem                   | Juan Cerra                | 72.09      | Eduardo Acuña       | 64.52      | Adrián Marzo        | 64.09      |
| Rzut oszczepem                | Nery Kennedy              | 78.89      | Luis Lucumí         | 73.58      | Luiz da Silva       | 73.75      |
| Dziesięciobój                 | Santiago Lorenzo          | 7344 pkt.  | Édson Bindilatti    | 7196 pkt.  | Diógenes Estévez    | 7135 pkt.  |

### Kobiety
| Konkurencja                | Złoto              | Złoto     | Srebro                   | Srebro    | Brąz                               | Brąz                               |
| Bieg na 100 m              | Lucimar de Moura   | 11.17     | Mirtha Brock             | 11.44     | Kátia de Jesus Santos              | 11.59                              |
| Bieg na 200 m              | Lucimar de Moura   | 22.60     | Felipa Palacios          | 22.97     | Cleide Amaral                      | 23.74                              |
| Bieg na 400 m              | Norfalia Carabalí  | 52.92     | Ana Paula Pereira        | 53.56     | Lorena de Oliveira                 | 54.73                              |
| Bieg na 800 m              | Luciana Mendes     | 2:05.62   | Janeth Lucumí            | 2:06.51   | Marlene Moreira                    | 2:08.70                            |
| Bieg na 1500 m             | Bertha Sánchez     | 4:35.72   | Fabiana da Silva         | 4:37.68   | Célia dos Santos                   | 4:41.73                            |
| Bieg na 5000 m             | Stella Castro      | 16:45.63  | Bertha Sánchez           | 17:02.89  | Erika Olivera                      | 17:15.17                           |
| Bieg na 10 000 m           | Stella Castro      | 34:30.92  | Erika Olivera            | 34:45.70  | Sonia Calizaya                     | 36:17.45                           |
| Bieg na 100 m przez płotki | Maurren Maggi      | 13.05     | Verónica Depaoli         | 13.45     | Princesa Oliveros                  | 13.49                              |
| Bieg na 400 m przez płotki | Ana Paula Pereira  | 58.06     | Luciana França           | 58.55     | Princesa Oliveros                  | 58.77                              |
| Chód na 20 000 m           | Miriam Ramón       | 1:39:27.0 | Geovana Irusta           | 1:39:42.0 | Cristina Bohórquez                 | 1:43:49.5                          |
| Sztafeta 4 × 100 m         | Kolumbia           | 44.12     | Ekwador                  | 48.13     | Tylko dwie sztafety ukończyły bieg | Tylko dwie sztafety ukończyły bieg |
| Sztafeta 4 × 400 m         | Kolumbia           | 3:32.74   | Brazylia                 | 3:37.88   | Ekwador                            | 3:49.05                            |
| Skok wzwyż                 | Luciane Dambache   | 1.87      | Glaucia da Silva         | 1.81      | Catherine Ibargüen                 | 1.76                               |
| Skok o tyczce              | Alejandra García   | 4.30      | Déborah Gyurcsek         | 3.75      | Fabiana Murer                      | 3.70                               |
| Skok w dal                 | Maurren Maggi      | 7.26      | Luciana dos Santos       | 6.81      | Gilda Massa                        | 6.68                               |
| Trójskok                   | Luciana dos Santos | 13.90     | Mónica Falcioni          | 13.57     | Andrea Ávila                       | 13.57                              |
| Pchnięcie kulą             | Elisângela Adriano | 19.02     | Alexandra Amaro          | 15.21     | Marianne Berndt                    | 15.00                              |
| Rzut dyskiem               | Elisângela Adriano | 60.27     | Luz Dary Castro          | 50.95     | Liliana Martinelli                 | 49.11                              |
| Rzut młotem                | Karina Moya        | 60.69     | María Eugenia Villamizar | 58.26     | Josiane Soares                     | 57.23                              |
| Rzut oszczepem             | Sabina Moya        | 58.81     | Sueli dos Santos         | 58.16     | Zuleima Araméndiz                  | 55.77                              |
| Siedmiobój                 | Euzinete dos Reis  | 5741 pkt. | Elisete Gomes            | 5669 pkt. | Flor Robledo                       | 5474                               |

## Klasyfikacja medalowa
| Klasyfikacja medalowa | Klasyfikacja medalowa | Klasyfikacja medalowa | Klasyfikacja medalowa | Klasyfikacja medalowa | Klasyfikacja medalowa |
| --------------------- | --------------------- | --------------------- | --------------------- | --------------------- | --------------------- |
| Miejsce               | Kraj                  |                       |                       |                       | Razem                 |
| 1                     | Brazylia              | 23                    | 14                    | 15                    | 52                    |
| 2                     | Kolumbia              | 7                     | 12                    | 11                    | 30                    |
| 3                     | Argentyna             | 5                     | 4                     | 5                     | 14                    |
| 4                     | Ekwador               | 4                     | 2                     | 2                     | 8                     |
| 5                     | Chile                 | 2                     | 4                     | 4                     | 10                    |
| 6                     | Wenezuela             | 1                     | 1                     | 1                     | 3                     |
| 7                     | Paragwaj              | 1                     | 0                     | 0                     | 1                     |
| 8                     | Urugwaj               | 0                     | 2                     | 2                     | 4                     |
| 9                     | Boliwia               | 0                     | 2                     | 1                     | 3                     |
| 9                     | Peru                  | 0                     | 2                     | 1                     | 3                     |